# Сіннаї
Сіннаї (італ. Sinnai, сард. Sìnnia, вен. Sinnai) — муніципалітет в Італії, у регіоні Сардинія,  провінція Кальярі.
Сіннаї розташоване на відстані близько 400 км на південний захід від Рима, 12 км на північний схід від Кальярі.
Населення — 17 119 осіб (2014).
Щорічний фестиваль відбувається 4 грудня. Покровитель — Santa Barbara.

## Демографія
Населення за роками:

Станом на 1 січня 2023 року в муніципалітеті офіційно проживало 207 іноземців з 47 країн, серед них 62 громадяни країн Євросоюзу та 17 громадян України.

## Сусідні муніципалітети
- Бурчеї
- Кастіадас
- Доліанова
- Маракалагоніс
- Куартуччу
- Сан-Віто
- Сеттімо-Сан-П'єтро
- Солемініс
- Віллазальто
- Віллазімьюс